# Apple Scruffs (canción)
«Apple Scruffs» es una canción del músico británico George Harrison publicada en el álbum de estudio All Things Must Pass. Fue compuesta como homenaje al grupo Apple Scruffs, seguidores de The Beatles que solían esperar en determinados lugares de Londres a que apareciera alguno de los miembros del grupo, incluso después de su ruptura en abril de 1970.
La canción fue destacada por la influencia de Bob Dylan, con Harrison tocando la guitarra acústica y la armónica, y es reconocida como un alejamiento del sonido predominante en All Things Must Pass. «Apple Scruffs» fue también publicada como cara B del sencillo «What Is Life», y obtuvo cierta popularidad en las radios de los Estados Unidos. 

## Trasfondo y composición
El nombre de Apple Scruffs fue acuñado por primera vez por George Harrison a finales de la década de 1960. Aunque bien conocido por su aversión por el mundo de la adulación, particularmente con el fenómeno de la Beatlemania, Harrison formó un vínculo con varios miembros de los Apple Scruffs. En una entrevista en abril de 1969 con la revista Disc, el músico comentó: «Su papel en la obra es tan importante como la nuestra». Su canción «Apple Scruffs» fue escrita a modo de homenaje a los seguidores que habían mantenido una vigilia frente a los diversos estudios de grabación donde había estado trabajando desde finales de mayo de 1970, durante las sesiones de All Things Must Pass, así como en la sede de Apple Corps en Savile Row. Aunque Harrison no hace mención a la canción en su autobiografía I, Me, Mine, Derek Taylor, en su papel de editor, describió el grupo como «el núcleo central» de seguidores, mucho después de que la Beatlemanía hubiese amainado, y agregó que «todos éramos muy amigos de ellos».

## Personal
- George Harrison: voz, guitarra acústica, guitarra slide, armónica y coros.
- Mal Evans: bloque de madera.